# Дэви, Грэнвилл
Грэнвилл Дэви (англ. Grenville Davey; род. 28 апреля 1961 года, Лонстон, Англия) — британский скульптор и лауреат премии Тёрнера 1992 года.

## Биография
Дэви родился в небольшом городе Лонстон, графство Корнуолл, Англия.
До 1982 года изучал искусство в Эксетерском колледже искусств и дизайна. В 1985 году окончил Голдсмитский колледж в Лондоне со степенью бакалавра в области изобразительного искусства.
Первая персональная выставка состоялась в галерее Лиссон в Лондоне в 1987 году.
Дэви — приглашенный профессор Лондонского университета искусств и руководитель программы MA Fine Art в Университете Восточного Лондона. С января по июнь 2012 года был участником программы «Математика и приложения Бранса в струнной и М-теории».
Дэви не женат и имеет одного ребёнка — Сеннен Дэви.
Умер 28 февраля 2022 года.

## Творчество
На творчество Дэви оказали влияние работы таких скульпторов, как Тони Крэгг и Ричард Дикон, которые аналогично используют в своих работах промышленные материалы и бытовые предметы обихода.
Стал известен как участник движения «Новая британская скульптура» (англ. New British Sculpture), которое включало таких художников, как Тони Крэгг, Ричард Дикон, Энтони Гормли, Эдвард Аллингтон, Аниш Капур, Дэвид Мач, Джулиан Оупи, Ричард Вентворс, Элисон Вайлдинг, Билл Вудроу.
Минимализм — одна из основных особенностей творчества Дэви.
Позиционируя себя прежде всего как скульптор, в 1996 году Дэви также принял участие в создании серии из 12 гравюр с пятью другими художниками: Лизой Милрой, Биллом Вудроу, Иэном Маккивером, Майклом Крейгом-Мартином и Хеймишем Фултоном.

## Награды
В 1992 году Дэви получил премию Тёрнера, одну из самых престижных премий в области современного искусства, за проект под названием HAL, представляющий собой два абстрактных стальных объекта, каждый размером 244 x 122 см (96 x 48 дюймов).

## Выставки
- Aperto 88, Венецианская биеннале, Британский павильон, Венеция, Италия, 1988 год
- Color and/or Monochrome, Национальный музей современного искусства (Токио), Япония, 30 сентября — 26 ноября 1989 года[14]
- Color and/or Monochrome, Национальный музей современного искусства (Киото), Япония, 5 января — 12 февраля 1990 года
- Objectives: The New Sculpture, Музей искусств округа Ориндж, Калифорния, США, 1990 год
- All Flesh is Grass, совместно с Джоном Хопкинсом, Университет искусств Борнмут, Пул, Англия, 17 марта — 24 апреля 2008 года

## Книги о нём
- Thomas Giles, Grenville Davey, (ISBN 90-73501-04-0), 32 стр., 1991 год
- Tim Marlow, James Roberts, Grenville Davey, (ISBN 3893226419), 64 стр., 1994 год
- Ian Chilvers, John Glaves-Smith, A Dictionary of Modern and Contemporary Art (2 ed.), (ISBN 9780199239665), 2009 год